# Arte de ingenio, tratado de la agudeza

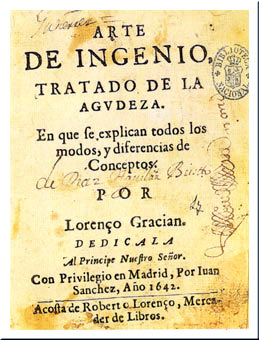
Arte de ingenio, tratado de la agudeza. Portada de la edición princeps de Madrid, 1642.

Arte de ingenio, tratado de la agudeza (Madrid, 1642) es un tratado de retórica barroca escrito por Baltasar Gracián.
La teoría sobre el concepto que aborda en esta obra ilumina la producción literaria contemporánea a Gracián. Muchos de los géneros empleados en sus obras se definen aquí de modo teórico. Posteriormente fue refundida, revisada y ampliada en una edición definitiva titulada Agudeza y arte de ingenio, publicada en 1648.

## La primera preceptiva barroca
Gracián escribió dos tratados sobre el ingenio y la agudeza. El primero de ellos lo publicó en Madrid tras no pocos problemas en 1642 con el título de Arte de ingenio. Tratado de la Agudeza. El segundo apareció en 1648, con el título de Agudeza y arte de ingenio. Esta segunda versión es en realidad una reedición ampliada del Arte de ingenio en dos volúmenes, a la cual agregó material teórico y nuevos textos para ejemplificarlo. Por otro lado incluyó nuevas traducciones castellanas de epigramas latinos de Marcial debidas a la pluma de Manuel de Salinas y Lizana, además de reorganizar la ordenación de 1642, revisar, corregir y pulir el estilo.

## Ediciones

### Ediciónprinceps
- ARTE/ DE INGENIO,/ TRATADO DE LA/ AGUDEZA./ En que se explican todos los/ modos y diferencias de/ Conceptos/ POR/ Lorenço Gracian./ DEDICALA/ al Principe Nuestro Señor./ Con Privilegio en Madrid, por Iuan/ Sanchez, Año 1642./ A costa de Roberto Lorenço, merca-/ der de libros.

### Ediciones modernas
- Emilio Blanco (ed.), Arte de ingenio, Madrid, Cátedra (col. «Letras Hispánicas»), 1998.
- Obras completas, ed. Emilio Blanco, Madrid, Turner-Biblioteca Castro, 1993, 2 vols. ISBN 84-89794-59-6.
- Obras completas, ed. Luis Sánchez Laílla, introducción de Aurora Egido, Madrid, Espasa-Calpe, 2001. ISBN 84-239-7893-1.